# Nela Mala Reporterka
Nela Mala Reporterka (poljski: Nela Mała reporterka; engleski: Nela the Little Reporter; rođena oko 2005 godine), je poljski putnik, autor putopisnih knjiga i TV programa emitiranih na nacionalnoj poljskoj TV TVP ABC.

## Vanjske poveznice
- https://www.national-geographic.pl/traveler/artykul/nela-podbija-japonie-jej-film-trafi-do-miedzynarodowego-konkursu-filmowego-w-japonii
- https://www.pb.pl/polska-11-latka-podbila-rynek-wydawniczy-850571
- https://warszawa.gosc.pl/doc/2897687.Nela-mala-reporterka
- https://web.archive.org/web/20161227200038/http://www.rdc.pl/artykul/nela-mala-reporterka-wchodzi-do-kanonu-lektur-szkolnych/
- https://www.pap.pl/centrum-prasowe/466611,nela-wspiera-pomoc-humanitarna-na-warszawskich-targach-humanitarnych.html
- https://www.radiozet.pl/Rozrywka/Plotki/Kolejny-sukces-Neli-Malej-Reporterki.-13-latka-z-kolejna-nagroda-z-rzedu  Arhivirana inačica izvorne stranice od 9. listopada 2021. (Wayback Machine)
- https://lifestyle.newseria.pl/komunikaty_pr/ksiazka/dziesiecioletnia_nela,b1540909733
- https://abc.tvp.pl/24075007/ksiazka-neli-zdobyla-nagrode
- https://web.archive.org/web/20170216205145/http://www.rdc.pl/informacje/nela-mala-reporterka-zwyciezczynia-plebiscytu-bestsellery-empiku-2016/
- https://plejada.pl/newsy/bestsellery-empiku-2017-nominowani-laureaci-transmisja/gbws38
- https://www.national-geographic.pl/galeria/travelery-2017-najbardziej-prestizowe-nagrody-podroznicze-w-pols/nagroda-specjalna-nela-mala-reporterka-za-serie-ksiazek-podrozni
- https://web.archive.org/web/20170103153819/http://www.rdc.pl/artykul/nela-mala-reporterka-wchodzi-do-kanonu-lektur-szkolnych/